# Volkan Kilimci
Kerim Volkan Kilimci (* 16. Februar 1972 in Istanbul) ist ein ehemaliger türkischer Fußballtorhüter und -trainer. Aufgrund seiner Tätigkeit bei Galatasaray Istanbul wird er mit diesem Verein assoziiert.

## Spielerkarriere

### Verein
Volkan Kilimci begann mit dem Vereinsfußball in den Jugendmannschaften des Istanbuler Vereins Zeytinburnuspor. Hier stieg er zur Saison 1990/91 mit einem Profivertrag ausgestattet ins Profiteam auf. Obwohl er in der ersten Saison ohne Einsatz auf der Ersatzbank saß, wurde er zu Saisonbeginn für die Türkische U-21-Nationalmannschaft entdeckt. So fiel er erstmals den Fußballexperten seines Landes auf. In der zweiten Saison erkämpfte er sich die Position des Stammtorhüters und avancierte zu einem der auffälligsten Jungtorhüter der Liga.
Zur Saison 1992/93 wechselte er zum Erstligisten Gaziantepspor, saß hier aber bis auf vier Erstligaeinsätze überwiegend auf der Ersatzbank. Für die neue Saison wurde er an den Zweitligisten Adanaspor abgegeben. Hier etablierte er sich sofort als Stammtorhüter und spielte zwei Jahre für diesen Klub.
Durch seine Leistungen bei Adanaspor interessierten sich wieder mehrere Erstligisten für Kilimci. So wechselte er zum Sommer 1995 zu Kocaelispor. Bei diesem Klub war er erst Ersatztorhüter und eroberte sich in der Mitte der Rückrunde den Platz des Stammtorhüters. In die neue Saison startete er auch als Stammtorhüter und avancierte zu einem der begehrtesten Torhüter der Liga. 
Der Trainer des Istanbuler Spitzenklubs Galatasaray, Fatih Terim, der gerade nach einem guten Torhüter suchte, zeigte für Kilimci Interesse und veranlasste die Verpflichtung Kilimcis. Bei Galatasaray war man mit den jüngsten Leistungen des ersten Torhüters Hayrettin Demirbaş, der auch amtierender Nationaltorhüter war, unzufrieden. Dieser wurde für das Scheitern im Europapokal der Pokalsieger der Saison 1996/97 verantwortlich gemacht. Hier traf Galatasaray im Achtelfinale auf den französischen Pokalsieger Paris Saint-Germain. Das Hinspiel gewann man mit 4:2, wobei beide Gegentreffer aus Torhüterfehlern resultierten. Das Rückspiel verlor man 0:4, wobei zwei der vier Gegentreffer nach Auffassung der Fachpresse und des Trainerstabes aus offensichtlichen Torhüterfehlern resultierten. Nach diesem Aus im Europapokal der Pokalsieger fiel Demirbaş beim Viertelfinale des Türkischen Fußballpokals der Saison 1996/97 besonders negativ auf. Bei der Verlängerung gegen Gençlerbirliği Ankara endete die Partie nach Verlängerung 1:1. Im Elfmeterschießen entschied Gençlerbirliği die Partie mit 17:16 für sich. Da Demirbaş als amtierender Nationaltorhüter keinen der insgesamt 17 Elfmeter halten konnte, beschloss Terim, Demirbaş zur Winterpause in jedem Fall aus der Mannschaft zu entfernen und durch einen neuen Torhüter zu ersetzen. Auch von der Fachpresse erhielt Demirbaş vernichtende Kritiken. Da damals im türkischen Fußball ein Ausländerkontingent aus drei Spielern existierte und dieses bei Galatasaray bereits belegt war, wurde beschlossen einen einheimischen Torhüter zu holen. So entschied sich Terim für die Verpflichtung Kilimcis und veranlasste die Klubführung diesen Spieler zu verpflichten. Galatasaray versuchte bei der Verpflichtung den Mittelfeldspieler Evren Turhan als Gegenleistung zu nutzen, den man bereits vor einem Jahr von Kocaelispor verpflichtet hatte. Schließlich einigten sich beide Seiten und so wechselte Kilimci im Dezember 1996 zu Galatasaray. Als Gegenleistung bekam Kocaelispor Turhan und eine Ablösesumme von 300.000 US-Dollar.
Zu Galatasaray gewechselt, gab Kilimci sein Debüt während eines Ligaspieles am 21. Dezember 1996 gegen Bursaspor. Mit dem Ende der Hinrunde erlebte Kilimci Probleme mit seinem Militärdienst und wurde von den türkischen Streitkräften für das Wintervorbereitungscamp nicht freigestellt. So bemühte sich die Vereinsführung, zusätzlich den deutsch-türkischen Torhüter Pierre Esser von Fortuna Düsseldorf zu verpflichten. Da Kilimci erst einen Tag nach dem Rückrundenstart am Mannschaftstraining teilnahm und Galatasaray in der Zwischenzeit Esser verpflichtet hatte, stand Esser am ersten Spieltag der Rückrunde im Tor. Aufgrund der verpassten Vorbereitung saß Kilimci die ersten Spieltage der Rückrunde auf der Ersatzbank und musste Esser bzw. dem dritten Torhüter Mehmet Duymazer den Vorzug geben. Nachdem beide Torhüter aber hinter den Erwartungen vom Trainer Terim geblieben waren, übernahm Kilimci das Tor und blieb bis zum Saisonende Stammtorhüter. Seine Mannschaft erreichte zum Saisonende die türkische Meisterschaft. Während der Saison etablierte sich Kilimci auch in der Nationalmannschaft und verdrängte hier den lange Zeit unumstrittenen Rüştü Reçber bei zwei Begegnungen. In die zweite Spielzeit bei Galatasaray startete Kilimci ebenfalls als Stammtorhüter. In dieser Saison fiel er besonders in den Spielen seiner Mannschaft in der UEFA Champions League negativ auf. So wurde er erst im ersten Gruppenspiel zuhause gegen Borussia Dortmund heftig von der Fachpresse kritisiert. Am 3. Spieltag der Champions League verlor Galatasaray auswärts 0:3 gegen Sparta Prag. Auch bei dieser Niederlage wurde Kilimci als einer der Hauptverantwortlichen gesehen. Ebenso wurde er in der nationalen Liga mehrfach für die Punktverluste seiner Mannschaft verantwortlich gemacht. So veranlasste Terim ein weiteres Mal die Vereinsführung, einen neuen Torhüter zu suchen. Es wurde sogar in Erwägung gezogen, den Vertrag eines der ausländischen Feldspieler aufzulösen und so für den freigewordenen Ausländerplatz einen ausländischen Torhüter zu holen. Da man aber innerhalb der Wintertransferperiode keinen passenden Torhüter fand und Kilimci eine aufsteigende Formkurve zeigte, wurde die Torhüterfrage auf das Saisonende verschoben. Nachdem Kilimci entweder verletzungsbedingt ausgefallen war oder wieder schlechte Leistungen gezeigt hatte, verlor er seinen Stammplatz zum Start der Rückrunde an Mehmet Duymazer. Zum Saisonende schaffte seine Mannschaft die Titelverteidigung in der türkischen Meisterschaft. Darüber hinaus gelang auch im Türkischen Supercup die Titelverteidigung.
Für die Spielzeit 1998/99 verpflichtete Galatasaray mit Cláudio Taffarel einen international bekannten Torhüter. Kilimci erhielt zwar vor der Verpflichtung Taffarels eine Vertragsverlängerung, weigerte sich aber wenig später zu einem anderen Verein zu wechseln. So blieb er zwei weitere Jahre bei Galatasaray unter Vertrag ohne am Mannschaftstraining teilzunehmen. Später ging er wegen nicht gezahlter Gehälter gegen seinen Verein vor Gericht und bewirkte eine Vollstreckung. Zur Rückrunde der Spielzeit 1999/2000 arrangierte sich dann Kilimci mit dem Verein und wurde wieder am Mannschaftstraining beteiligt.
Im August 2000 wechselte Kilimci mit einigen anderen Mitspielern zum belgischen Erstligisten KSK Beveren. Für diesen Verein spielte er zwei Spielzeiten lang und verließ den Klub, nachdem zum Ende die Spielergehälter nicht gezahlt wurden.
Zur Saison 2002/03 kehrte er in die Türkei zurück und wechselte zum Drittligisten Küçükköyspor. Bereits nach einer Spielzeit verließ er Küçükköyspor und ging zum Ligakonkurrenten Eskişehirspor. Auch für diesen Verein spielte er nur eine Spielzeit und zog dann zu Fatih Karagümrük SK weiter. Nachdem er zwei Spielzeiten für Karagümrük aktiv gewesen war, spielte er noch eine Spielzeit für Yıldırım Bosnaspor und beendete anschließend zum Sommer 2007 seine aktive Profifußballspielerlaufbahn.

### Nationalmannschaft
Kilimci spielte während seiner Zeit bei Zeytinburnuspor zweimal für die Türkische U-21-Nationalmannschaft.
1996 wurde er, damals noch bei Kocaelispor tätig, vom Nationaltrainer Mustafa Denizli im Rahmen einer WM-1998-Qualifikationsbegegnung gegen die Nationalmannschaft San Marinos in den Kader der türkischen Nationalmannschaft nominiert, saß aber bei dieser Begegnung auf der Ersatzbank.
Nach vier weiteren Nominierungen gab er am 15. Juni 1997 gegen die Japanische Nationalmannschaft sein Länderspieldebüt im Krim-Pokal.
Am 21. Januar 1998 spielte er bei einem Testspiel gegen die Albanische Nationalmannschaft ein weiteres und letztes Mal für die Nationalmannschaft seines Landes.

## Trainerkarriere
Zur Saison 2010/11 übernahm er beim Zweitligisten Kartalspor das Amt des Torwarttrainers und assistierte dem Cheftrainer und Kilimcis ehemaligen Teamkollegen Ergün Penbe.